# Polyrhachis sappho
Polyrhachis sappho är en myrart som beskrevs av Auguste-Henri Forel 1911. Polyrhachis sappho ingår i släktet Polyrhachis och familjen myror. Inga underarter finns listade i Catalogue of Life.